# Amolops torrentis
Amolops torrentis är en groddjursart som först beskrevs av Smith 1923.  Amolops torrentis ingår i släktet Amolops och familjen egentliga grodor. IUCN kategoriserar arten globalt som sårbar. Inga underarter finns listade i Catalogue of Life.